# Gerres septemfasciatus
Gerres septemfasciatus är en fiskart som beskrevs av Liu och Yan 2009. Gerres septemfasciatus ingår i släktet Gerres och familjen Gerreidae. Inga underarter finns listade i Catalogue of Life.